# Comtat de Sogliano
El comtat de Sogliano fou una jurisdicció feudal d'Itàlia centrada al castell de Sogliano.
Sogliano fou possessió del cavaller saxó Odalric, origen de la família dels Montefeltro.
Un fill, net o nebot d'Odalric va iniciar la línia de comtes sobirans de Sogliano, que es va extingir quan el domini va recaure en una única hereva, una dona de nom desconegut, casada amb Joan II Malatesta, fill de Rambert Malatesta, senyor de Penabilli i Verucchio (mort el 20 de setembre de 1299). La família Malatesta de la branca coneguda com a Sogliano va adquirir aíxí el comtat que va romandre a les seves mans, però com que eren gibel·lins la dinastia fou enemiga de la branca dels Malatesta de Rimini. El març del 1312 els Malatesta de Rímini van assetjar Sogliano i el castell fou destruït, però el comtat va romandre i el castell fou reconstruït. Al segle xv els comtes portaven només el títol de senyors (sobirans) i a començaments del segle apareix Joan III Malatesta de Sogliano, que va morir el 1442. Expropiat a Rambert Malatesta de Sogliano el 1508 fou confiat a Obizzo Alidosi que va morir el 1509 i el va succeir el seu fill Cèsar Alidosi que el 1510 el va vendre als Malatesta. La dinastia Malatesta va conservar el títol i territori com a estat independent fins que, per una condemna injuta del comte, el 1640 la Santa Seu va al·legar el seu dret al comtat i en va nomenar un governador. Els Malatesta foren deposats i el castell fou destruït pel poble al morir el darrer comte el 1650).
L'actual vila de Sogliano, a la Romanya, és a 25 km de Cesena i a 375 metres d'altura. El seu nom oficial és Sogliano sul Rubicone, i el terme es compon de dos parts separades per Mercato Saraceno. El terme és vorejat al nord pels de Borghi, Torriana, Roncofredo i Mercato Saraceno, i al sud pel Molise. Està format pels nuclis de Bagnolo, Ginestreto, Massamanente, Montegelli, Montepetra, Montetiffi, Pietra dell'Uso, Rontagnano, Santa Maria Riopetra, San Paolo all'Uso, Savignano di Rigo, i Vignola.